# Буніла (комуна)
Буніла (рум. Bunila) — комуна у повіті Хунедоара в Румунії. До складу комуни входять такі села (дані про населення за 2002 рік):
- Алун (14 осіб)
- Буніла (97 осіб) — адміністративний центр комуни
- Ваду-Добрій (39 осіб)
- Поєніца-Войній (140 осіб)
- Чернішоара-Флоресе (172 особи)

Комуна розташована на відстані 303 км на північний захід від Бухареста, 27 км на південний захід від Деви, 139 км на південний захід від Клуж-Напоки, 112 км на схід від Тімішоари.

## Населення
За даними перепису населення 2002 року у комуні проживали 462 особи, усі — румуни. Усі жителі комуни рідною мовою назвали румунську.
Склад населення комуни за віросповіданням:
| Релігія       | Кількість осіб | Відсоток |
| ------------- | -------------- | -------- |
| православні   | 411            | 89,0%    |
| п'ятдесятники | 51             | 11,0%    |